# Apocheiridium validissimum
Espèce
Apocheiridium validissimum est une espèce de pseudoscorpions de la famille des Cheiridiidae.

## Distribution
Cette espèce est endémique des îles Chatham en Nouvelle-Zélande.

## Description
Apocheiridium validissimum mesure de 1,60 à 1,65 mm.

## Publication originale
- Beier, 1976 : The pseudoscorpions of New Zealand, Norfolk, and Lord Howe. New Zealand Journal of Zoology, vol. 3, no 3, p. 199-246 (texte intégral).